# Fuzynit
Fuzynit – macerał z grupy inertynitu.
- w węglach brunatnych o budowie tkankowej, który w węglu brunatnym powstał najczęściej na skutek pożarów, charakteryzuje się wysoką refleksyjnością, jasnoszarą lub białą barwą i brakiem fluorescencji. Często widać fragmenty komórek (ścianki komórek lub styk komórek).
- w węglach kamiennych budowa komórkowa (wyraźna), przy czym może być ona pokruszona pod wpływem ciężaru (fuzynit o budowie gwiaździstej lub łukowej), barwa jasnoszara do żółtawo-białej, wysoka refleksyjność, jego komórki mogą być puste lub wypełnione innymi macerałami np. żelinitem, mikrynitem, bądź materią mineralną np. minerały ilaste, piryt. Odmiany:
  - pirofuzynit – jego geneza związana jest z pożarami. Ma on żółtawo-białą barwę, bardzo wysoką refleksyjność, nigdy nie wykazuje fluorescencji, często ma cienkie ścianki.